# Gegenes
Gegenes là một chi bướm ngày thuộc họ Bướm nâu.

## Các loài
- Gegenes hottentota (Latreille, 1824)
- Gegenes nostrodamus (Fabricius, 1793)
- Gegenes pumilio (Hoffmannsegg, 1804)
- Gegenes niso (Linnaeus, 1764)
- ?Gegenes occulta (Trimen, 1873)
- ?Gegenes ursula Holland

## Hình ảnh

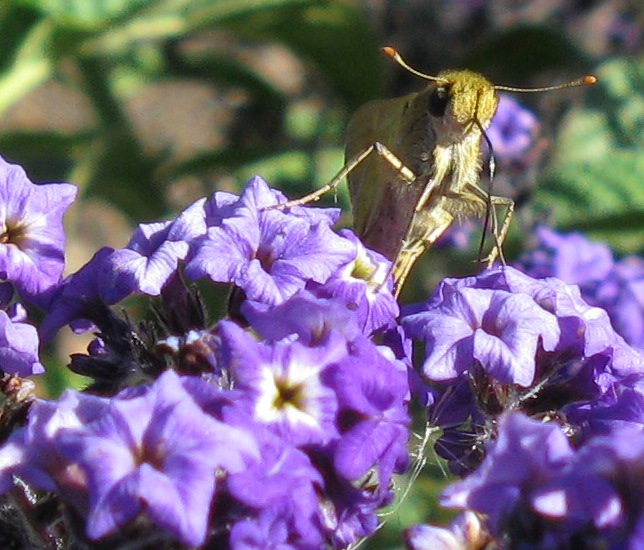
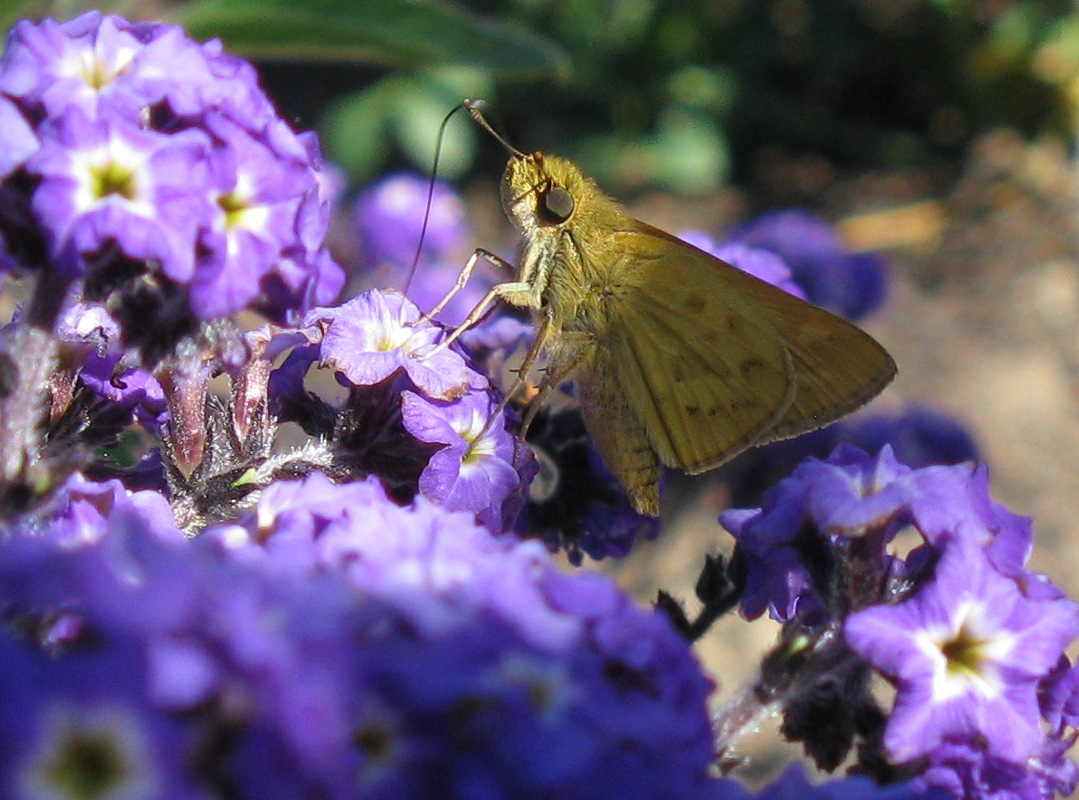
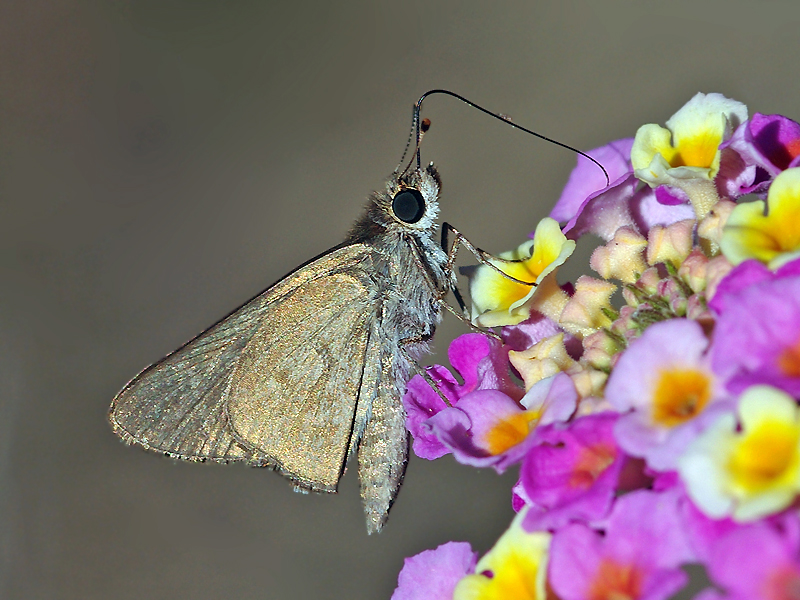